# Jamienko
Jamienko – wieś w Polsce położona w województwie zachodniopomorskim, w powiecie wałeckim, w gminie Tuczno.
Według danych 2011 roku wieś liczyła 122 mieszkańców. 
W latach 1975–1998 miejscowość administracyjnie należała do województwa pilskiego.